# Pere II de Savoia
Pere II de Savoia, el petit Carlemany, (Suze, Savoia 1203 - Pierre-Châtel 1268) fou comte de Savoia entre 1263 i 1268.

## Antecedents familiars
Va néixer el 1203 sent fill del comte Tomàs I de Savoia i la seva esposa Margarida de Ginebra. Era net per línia paterna d'Humbert III de Savoia i Beatriu de Mâcon, i per línia materna de Guillem I de Savoia.
Fou germà dels també comtes Amadeu IV, Tomàs II i Felip I, i mitjançant el casament de la seva germana Beatriu s'emparentà amb el comte Ramon Berenguer V de Provença.

## Estada a Anglaterra
El 1233, a la mort del seu pare, rebé el país del Vaud com a apanatge. Posteriorment acompanyà la seva neboda Elionor de Provença al Regne d'Anglaterra per realitzar el seu matrimoni amb el rei Enric III d'Anglaterra. L'any 1241 el rei nomenà Pere de Savoia Comte de Richmond, títol que a la mort del comte passà a la seva neboda Elionor, la qual el cedí a la corona d'Anglaterra.

## Ascens al tron comtal
Al morir sense descendència Bonifaci I de Savoia l'any 1263, Pere II fou nomenat el seu successor en virtut de la llei sàlica. Aquest nomenament fou impugnat per diversos familiars, entre ells els fills de Tomàs II de Savoia: Tomàs i Amadeu.
A la seva mort sense descendència masculina es nomenà hereu al seu germà Felip I de Savoia, continuant així les disputes amb els fills de Tomàs II.

## Núpcies i descendents
Es casà el 1234 amb Agnès de Faucigny, filla d'Aimon II de Faucigny i Beatriu de Borgonya. D'aquesta unió nasqué una filla:
- Beatriu de Faucigny (1235-1310), que es casà el 1253 amb Guignes VII de Viena i el 1273 amb Gastó VII de Montcada